# Van jou (Xander de Buisonjé)
Van jou is een lied van de Nederlandse zanger Xander de Buisonjé. Het werd in 2012 als single uitgebracht en stond in hetzelfde jaar als liveversie op het album Xander in concert.

## Achtergrond
Van jou is geschreven door Patrick Bruel en Xander de Buisonjé. Het is een nummer dat kan worden beschouwd als een luisterlied en is een bewerking van J'te l'dis quand même... van Patrick Bruel uit 1989. In het lied zingt de artiest over hoe hij er achter is gekomen dat zijn geliefde niet meer dezelfde liefde voor hem voelt als hij voor haar. Hij vraagt zich af of dit nog wel weer kan gebeuren. 
De Buisonjé kwam met het idee om het lied te vertalen na een gezamenlijk concert van De Buisonjé en Bruel in 2003. Eerder coverde hij al een ander nummer van Bruel; Casser la voix. Toen hij in 2012 een livealbum opnam, besloot hij om de vertaling op de nemen. Enkele maanden nadat het album was uitgebracht, werd de single op de markt gebracht. Dit betreft geen live-versie, maar een studio opname. 

## Hitnoteringen
De zanger had succes met het lied in de hitlijsten van het Nederlands taalgebied. Het kwam tot de 34e plaats van de Nederlandse Single Top 100 in de acht weken dat het in deze hitlijst te vinden was. De Nederlandse Top 40 werd niet bereikt; het kwam hier tot de dertiende  plek van de Tipparade. Ook in de Vlaamse Ultratop 50 was er geen notering. Wel bereikte het de 74e positie van de Ultratip 100.

## Covers
Van jou is over de jaren heen meermaals gecoverd. Edsilia Rombley deed dit in 2014 bij televisieprogramma De beste zangers van Nederland. Met haar versie bereikte Rombley de 71e positie van de Single Top 100. De Nederlands-Vlaamse zangeres Ida de Nijs nam het nummer in 2017 op. Haar versie werd getipt voor de Vlaamse Ultratop 50, maar bereikte de lijst uiteindelijk niet.